# Christian Winther

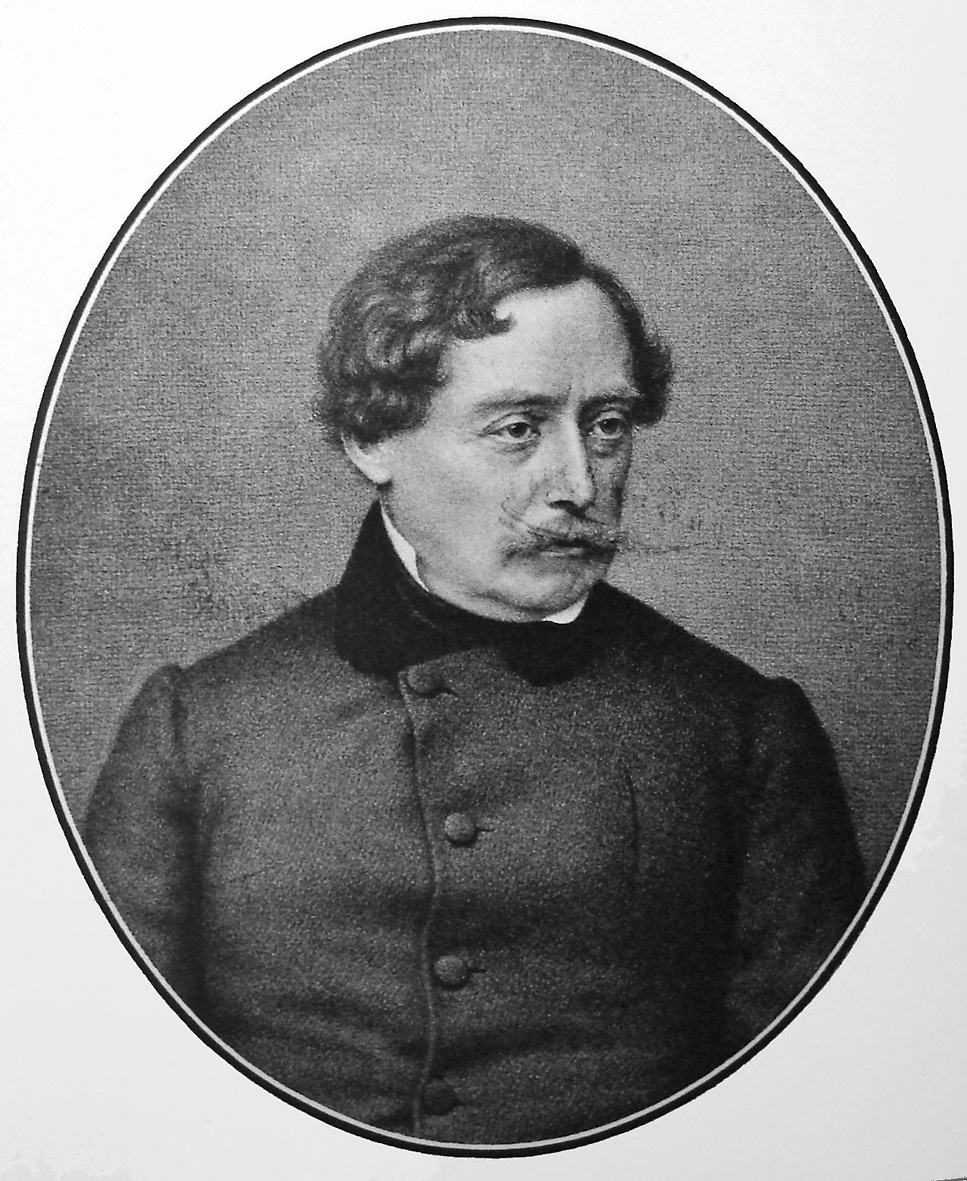
Christian Winther

Rasmus Villads Christian Ferdinand Winther (Fensmark, 29 juli 1796 – Parijs, 30 december 1876) was een Deens dichter. Veel van Winthers kortere gedichten zoals "Bjergmandssang" zijn getoonzet 
- Bibsys: 90068250
- Bibliothèque nationale de France: cb145229797 (data)
- CiNii: DA09185324
- Gemeinsame Normdatei: 117411329
- International Standard Name Identifier: 0000 0001 2139 7121
- Library of Congress Control Number: n85257512
- Nationale Bibliotheek van Tsjechië: mub20201069499
- Nationale Bibliotheek van Israël: 987007276196505171
- Nederlandse Thesaurus van Auteursnamen: 074752391
- LIBRIS: 230125
- SNAC: w6w95b75
- Système universitaire de documentation: 031736653
- Trove: 1089737
- Virtual International Authority File: 74086653
- WorldCat: E39PBJkMJGfChgRd9g7gDrwDMP